# DR-Baureihe E 04
Die Baureihe E 04, später DB-Baureihe 104 (ab 1968) bzw. DR-Baureihe 204 (ab 1970), war eine für den Einsatz im Schnellzugverkehr entwickelte und ab 1933 eingesetzte Elektrolokomotive der Deutschen Reichsbahn-Gesellschaft. Ursprünglich für den Einsatz in Mitteldeutschland entwickelt, wurde sie nach dem Zweiten Weltkrieg sowohl bei der Deutschen Bundesbahn als auch bei der Deutschen Reichsbahn eingesetzt. Bis 1982 wurden die letzten Lokomotiven dieser Baureihe aus dem planmäßigen Einsatz genommen.

## Geschichte

### Vorkriegszeit
Die hohe Leistungsfähigkeit der seit 1929 beschafften Schnellzuglok der DR-Baureihe E 17 konnte im mitteldeutschen elektrifizierten Streckennetz aufgrund der traktionstechnisch wenig anspruchsvollen steigungsarmen Strecken nicht voll ausgenutzt werden. Die Reichsbahn benötigte zudem für die neu zu elektrifizierende Strecke von München nach Stuttgart mit ihrer leistungstechnisch anspruchsvollen Führung über die Geislinger Steige stärkere Lokomotiven in Süddeutschland. 1931 gab die Reichsbahn daher bei AEG die Entwicklung einer neuen, lediglich mit drei Treibachsen ausgestatteten Lokomotive für den Einsatz vor schnellfahrenden Zügen in Auftrag. Zunächst gab die Reichsbahn zwölf Maschinen in Auftrag, nach einer Gegenofferte von SSW wurde die Stückzahl aber auf zehn reduziert. SSW erhielt auf Betreiben von Walter Reichel den Auftrag, als Alternative die DR-Baureihe E 05 zu entwickeln, von der drei Stück bestellt wurden. Beide Baureihen sollten das gleiche Programm erfüllen, zu dem unter anderem die Beförderung von 600-t-Schnellzügen auf der neu elektrifizierten Strecke von Magdeburg über Halle bis Leipzig gehörte. Als Höchstgeschwindigkeit waren 110 km/h gefordert, wobei die E 04 konstruktiv bereits auf 130 km/h ausgelegt wurde.
Im Vergleich mit den mit Tatzlager-Antrieb ausgestatteten E 05 zeigte sich bei den Versuchsfahrten die E 04 mit ihrem AEG-Federtopfantrieb nach einer Entwicklung von Walter Kleinow als wesentlich besser für die geforderten Geschwindigkeiten geeignet. Zu den guten Laufeigenschaften der E 04 trug auch das eigens entwickelte AEG-Kleinow-Gestell, eine Weiterentwicklung des Krauss-Helmholtz-Lenkgestells, bei. Die ersten zehn Maschinen E 04 01 bis 10 lieferte AEG im Jahr 1933 an die Reichsbahn aus. Diese gab aufgrund der guten Erfahrungen bereits im gleichen Jahr bei AEG weitere elf Maschinen in Auftrag, die mit den Nummern E 04 11 bis 21 im Jahr 1934 geliefert wurden. Zwei weitere Exemplare, die E 04 22 und 23, wurden 1936 in Dienst gestellt. Eine Option über weitere 13 Maschinen wurde aufgrund des Kriegsausbruchs 1939 nicht mehr eingelöst.
Die erste Lieferserie von 1933 war noch für 110 km/h zugelassen. Nach Testfahrten mit der E 04 09 am 28. Juni 1933, bei der sie mit einem 309-t-Zug 151,5 km/h erreicht hatte, wurde die Höchstgeschwindigkeit der E 04 09 und E 04 10 auf 130 km/h erhöht. Auch mit der E 04 10 wurden im Januar 1934 Testfahrten durchgeführt, die die Ergebnisse bestätigten. Die so gewonnenen Erkenntnisse flossen in die Konstruktion der E 18 und E 19 ein. Bei den folgenden, 1934 und 1936 ausgelieferten Maschinen wurde ebenfalls diese Geschwindigkeit festgesetzt. Die letzte Lok, die E 04 23, wurde 1939 für den Wendezugbetrieb ausgerüstet und bis 1945 auf den Münchener Vorortstrecken erprobt.
Zunächst waren alle zehn Lokomotiven der ersten Bauserie im Bahnbetriebswerk Leipzig West stationiert, abgesehen von den für die Versuchsfahrten vorübergehend im Bahnbetriebswerk München Hbf stationierten E 04 09 und 10. Ab 1936 gab Leipzig nach der Auslieferung der ersten E 18 einen Teil seiner Lokomotiven nach Magdeburg ab. Die ab 1934 von AEG gelieferten Exemplare kamen zu süddeutschen Bahnbetriebswerken, neben München auch nach Nürnberg, Treuchtlingen und Augsburg.
1943 und 1944 wurden weitere sechs E 04 im Tausch gegen E 18 nach Halle (Saale), ihren ursprünglichen Bestimmungsort, verlegt. Im Verlauf des Zweiten Weltkriegs wurden insgesamt sieben E 04 durch Unfälle oder Bombenschäden so schwer beschädigt, dass sie außer Dienst gestellt werden mussten. Nur ein Teil davon kam nach dem Kriegsende wieder in Betrieb.

### Nachkriegszeit

#### Deutsche Reichsbahn
Nach dem Krieg waren im Sommer nur noch neun Lokomotiven im Gebiet der Deutschen Reichsbahn in der Sowjetischen Besatzungszone einsatzbereit. Weitere Maschinen standen beschädigt im Ausbesserungswerk Dessau und auf verschiedenen Bahnhöfen abgestellt, von denen bis Anfang 1946 vier Maschinen wieder aufgearbeitet wurden. Nach der Einstellung des elektrischen Betriebs im mitteldeutschen Netz auf Anordnung der SMAD Anfang April 1946 wurden die 13 vorhandenen betriebsbereiten Lokomotiven als Reparationsgut in die Sowjetunion abtransportiert. Auf dem Gebiet der späteren DDR verblieben die schwer beschädigten Lokomotiven E 04 04, 11, 12 und 13. Von diesen waren die Lokomotiven 04 und 13 nicht mehr reparabel und wurden in den Folgejahren verschrottet.
In der Sowjetunion zeigten sich die E 04 wie die meisten 1946 abtransportierten elektrischen Fahrzeuge als wenig geeignet für eine Umspurung auf die dortige Breitspur. Bei der E 04 war vor allem der Federtopfantrieb nicht ohne größeren technischen Aufwand umzubauen. Hinzu kam, dass es sich als nicht zweckmäßig erwies, mit den ebenfalls demontierten Kraftwerks- und Fahrleitungsanlagen einen hinsichtlich des Stromsystems vom bisherigen sowjetischen Standard abweichenden Wechselstrombetrieb aufzubauen. Die Lokomotiven wurden daher nicht eingesetzt. 1952 schlossen die UdSSR und die DDR schließlich ein Abkommen zur Rücküberführung der elektrischen Lokomotiven und Anlagen im Austausch gegen die Lieferung von 335 Weitstreckenpersonenwagen aus dem VEB Waggonbau Ammendorf. Bis Anfang 1953 kehrten alle abtransportierten E 04 zurück. Die Lokomotiven waren über Jahre im Freien abgestellt gewesen und mussten vollständig überholt werden. Das Ausbesserungswerk Dessau setzte ab 1956 bis 1959 insgesamt 14 Lokomotiven wieder instand, dabei wechselten die E 04 06 und 09 die Betriebsnummern, weil erstere ein Getriebe für 130 km/h erhalten hatte, die letztere dafür eines für 110 km/h. Lediglich die E 04 12 wurde nicht aufgearbeitet und bis zu ihrer formellen Ausmusterung 1966 als Ersatzteilspender genutzt.

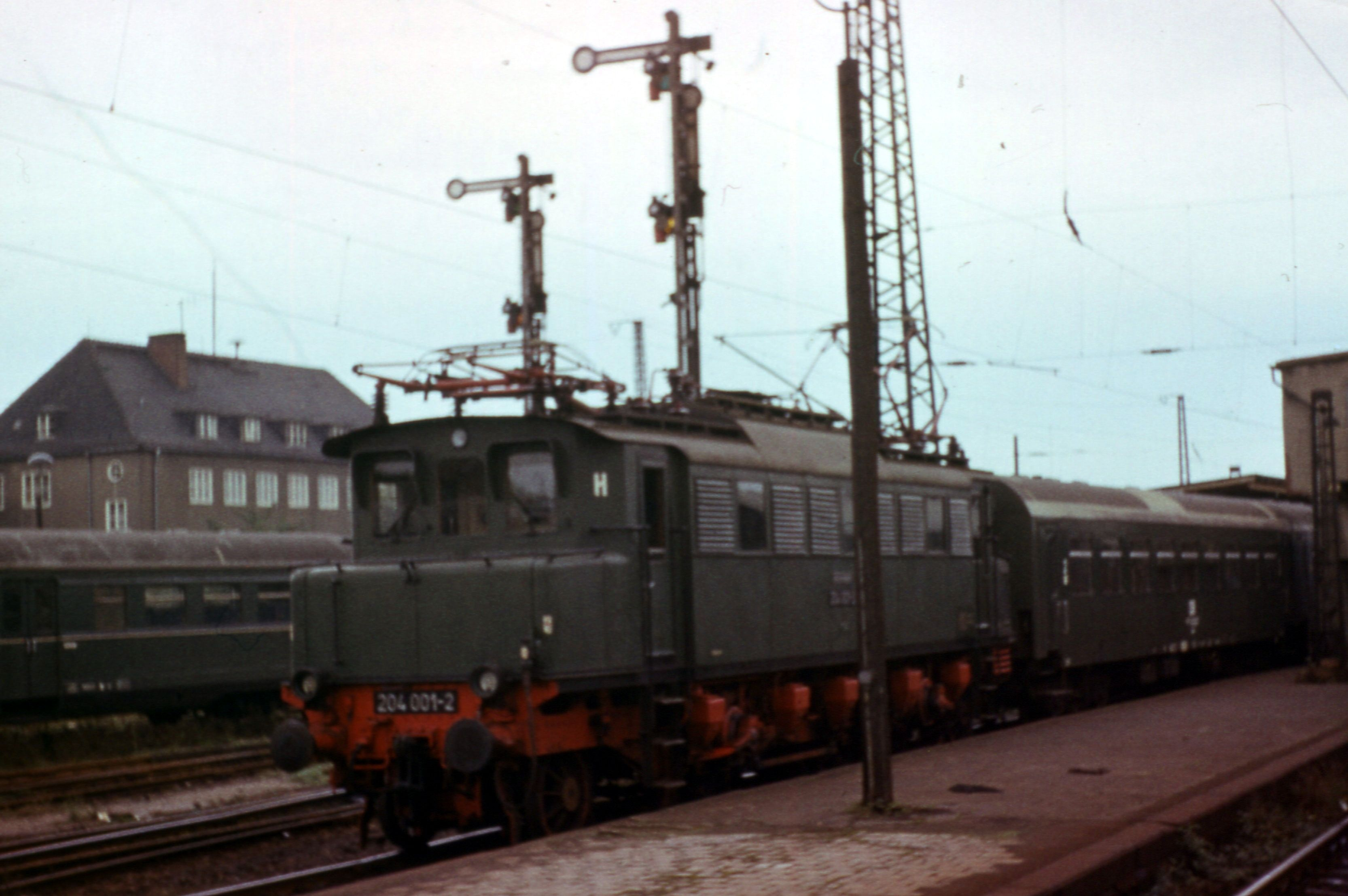
Traditionslokomotive E 04 01 im Jahr 1979 auf Sonderfahrt im Dessauer Hauptbahnhof

Die Lokomotiven wurden ab 1956 zunächst in den Bahnbetriebswerken in Halle und Köthen eingesetzt. In den Folgejahren bekamen auch die Betriebswerke Magdeburg Hbf und Leipzig West E 04. Ihr Einsatz konzentrierte sich im Reisezugdienst zwischen Halle und Magdeburg. Die bereits vor dem Krieg mit einer Wendezugsteuerung ausgerüstete E 04 23 erhielt 1959 eine neuentwickelte Steuerung und übernahm ab Juli 1959 Wendezüge zwischen Halle und Leipzig. Zwischen 1961 und 1964 erhielten die Fahrwerke der Lokomotiven einen roten Anstrich statt des bisherigen schwarzen Anstrichs. Mit der Auslieferung der ersten Neubaulokomotiven der Baureihe E 11 verloren die Lokomotiven ab Mitte der 1960er Jahre die meisten Schnellzugleistungen, die sie bis dahin überwiegend gefahren hatten. Auch die E 04 23 wurde 1966 vor ihrem Wendezug durch eine E 11 ersetzt. Die E 04 wurden ab 1962 überwiegend in Magdeburg-Buckau beheimatet, einzelne Lokomotiven auch in Dessau, Leipzig West und Halle. Ab 1969 kamen alle Lokomotiven wieder nach Leipzig West. Mit dem Ausbau des elektrischen Streckennetzes übernahmen sie ab 1967 Leistungen nach Erfurt und Camburg, ab 1970 auch nach Dresden.
Ab 1975 wurden die seit Juli 1970 als Baureihe 204 bezeichneten Lokomotiven vorwiegend im Personenzugdienst auf der wieder elektrifizierten Strecke von Dessau nach Magdeburg eingesetzt. Zunehmende Schäden an den Fahrmotoren führten dazu, dass ab 1971 mit der Ausmusterung und Verschrottung der Baureihe begonnen wurde. Zum Sommerfahrplan 1976 standen abgesehen von der als Traditionslokomotive zum Erhalt vorgesehenen E 04 01 lediglich noch drei betriebsfähige Exemplare im Dienst. Die Lokomotive 204 005 beförderte am 28. November 1976 den letzten Personenzug und beendete damit den planmäßigen Einsatz der Baureihe bei der DR. Ein Teil der Lokomotiven wurde nach der Ausmusterung noch als stationäres Energieversorgungsgerät für elektrodynamische Gleisbremsen oder als Prüfanlage für Zugheizungen verwendet, darunter auch die heute als Museumslokomotiven erhaltenen E 04 07 und E 04 11.

#### Deutsche Bundesbahn

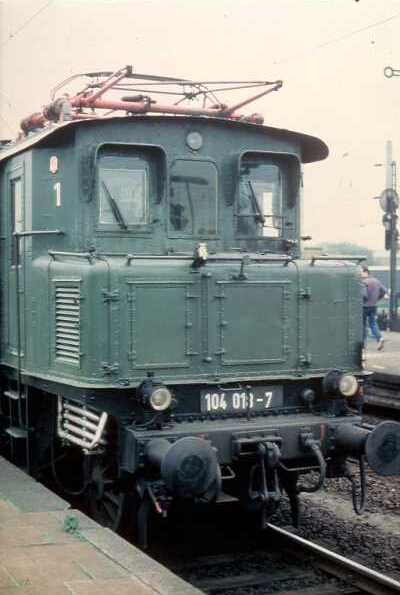
104 018 in Oberhausen 1981

Die Deutsche Bundesbahn übernahm nach dem Krieg die in Bayern verbliebenen Lokomotiven mit den Nummern E 04 17 bis 22. Die ebenfalls in Süddeutschland beheimatete E 04 23 war bei Kriegsende knapp hinter der nunmehrigen Zonengrenze abgestellt worden und verblieb bei der Deutschen Reichsbahn. Die Lokomotiven trugen ab 1968 die Bezeichnung Baureihe 104 und waren bis Mai 1968 vorrangig im Raum München eingesetzt. Anschließend waren sie in Osnabrück beheimatet, wo sie bis zum Ende des Winterfahrplans 1979/80 noch in einem eigenen Umlauf eingesetzt wurden und vorwiegend von Münster aus Nahverkehrszüge und Eilzüge bespannten. Zuvor war bereits 1977 die erste Maschine der Baureihe außer Betrieb genommen worden – 104 020, die erhalten gebliebene Denkmallok. Im Sommer 1980 wurde mit der 104 018-7 noch eine Lokomotive in einem gemeinsamen Umlauf mit Maschinen der Baureihe 140 eingesetzt. Die Lokomotive wurde anschließend noch bis zu ihrer Z-Stellung im Oktober 1981 vor Sonderzügen verwendet und schließlich am 28. Januar 1982 ausgemustert.
Die eigentlich für den Einsatz in Mitteldeutschland konzipierten 104er wurden vom Osnabrücker Lokpersonal als süddeutsche Exoten betrachtet, denn sie mussten zu Revisionen ins Ausbesserungswerk München-Freimann verbracht werden. Sie erhielten daher Spitznamen wie „Knödellok“ oder „Bergziege“.

## Technische Merkmale
Die Lokomotiven besaßen einen aus Blechen genieteten Rahmen; zwischen den Rahmenwangen waren kastenförmige Querversteifungen eingeschweißt. Die Lokomotive stützte sich in vier Punkten auf die drei Treibachsen ab. Zwischen der zweiten und der dritten Treibachse befand sich ein angelenkter Ausgleichshebel. Die Laufachsen wurden in einem AEG-Kleinow-Gestell gelagert, einem verbesserten Krauss-Helmholtz-Lenkgestell. Damit konnten die Laufachsen ±75 mm verschoben werden, die dazugehörigen Treibachsen ±15 mm. Die mittlere Treibachse hatte geschwächte Spurkränze. Die Achslager waren als Isothermus-Lager ausgeführt. Die Hohlkastenspeichen der Radsterne führten zu vermehrten Radsternbrüchen, darum wurden schon 1934 die Radsatzwellen und Radkörper getauscht. Die Lokomotiven hatten eine Knorr-Einkammerdruckluftbremse, die einseitig auf die Treibachsen wirkte, ab der E 04 09 bekamen auch die Laufräder eine Bremse. Eine solche wurden ab 1935 auch bei den übrigen Lokomotiven nachgerüstet.
Der Lokkasten bestand aus einem Profilstahlgerippe, die Bekleidungsbleche waren aufgenietet. An beiden Enden gab es halbhohe Vorbauten vor den Führerständen, im vorderen waren der Kompressor und die 24-V-Lichtbatterie untergebracht, im hinteren Vorbau zwei 400-Liter-Hauptluftbehälter. Im Maschinenraum gab es auf der rechten Lokseite einen Seitengang. Auf jeder Seite gab es im oberen Bereich drei Fenster und sechs Lüftergitter, im unteren Bereich auf der linken Seite mittig zwei weitere Lüftergitter. An den Stirnseiten waren drei Fenster. Das mittlere Dachteil war abnehmbar, um den Haupttransformator ein- und ausbauen zu können.
In der Mitte des Maschinenraumes war der Haupttransformator vom Typ BLT 100 mit Ölkühlung untergebracht. Die Kühlluft wurde an den Seiten angesaugt und über das Dach abgeleitet. Auf dem Dach war der Hauptschalter der Bauart BBC-Einheits-Ölschalter. Die beiden Dachstromabnehmer waren bei den ersten 15 Lokomotiven solche der Bauart SBS 10, ab E 04 16 der Bauart HISE 2. Die E 04 13 hatte abweichend einen Stromabnehmer SBS 9. Als Fahrmotoren kamen neuentwickelte EKB 860 zum Einsatz, auf die ein Doppelradiallüfter aufgesetzt war.
Die DB-Lokomotiven erhielten in den 1960er Jahren Pufferträger, wodurch die Länge über Puffer um 600 mm zunahm. Die ursprünglichen Stromabnehmer wurden im Laufe der Zeit gegen solche der Bauart SBS 39 und zuletzt SBS 54 ausgetauscht. Bei der DR wurden 1969/70 die Stromabnehmer gegen solche der Bauart RBS 58 ausgetauscht.

## Verbleib
Von den 23 gebauten Maschinen sind vier Exemplare erhalten geblieben, von denen allerdings kein Exemplar derzeit betriebsfähig ist:
- Die E 04 01 war die Traditionslok der Deutschen Reichsbahn und ist heute auf dem Museumsgleis des Leipziger Hauptbahnhofes abgestellt. Die im Besitz des DB-Museums befindliche Lokomotive ist äußerlich im Zustand der Nachkriegs-Reichsbahn gehalten.
- Die E 04 07 gehört den Eisenbahnfreunden im Traditionsbetriebswerk Staßfurt, ihr Äußeres wurde 2011 aufgearbeitet.
- Die E 04 11 ist im Besitz des Thüringer Eisenbahnvereins und heute im Eisenbahnmuseum Weimar beheimatet.
- Die E 04 20 ist ebenfalls im Besitz des DB-Museums und stand bis Mai 2020, äußerlich im Zustand der Vorkriegs-Reichsbahn gehalten, als Denkmallok vor der damaligen DB-Zentrale in Frankfurt am Main. Am 30. Mai 2020 wurde sie ins DB-Museum nach Koblenz überführt.[17]

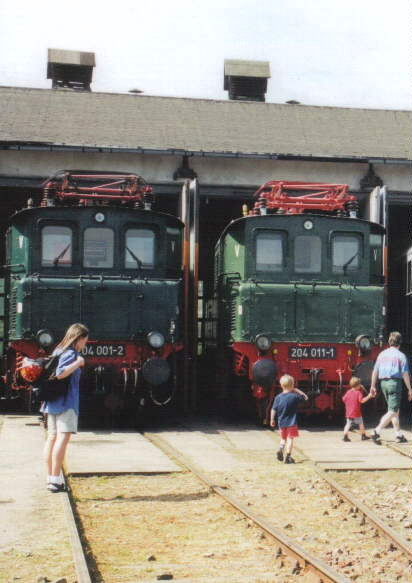
204 001 und 011 in Weimar
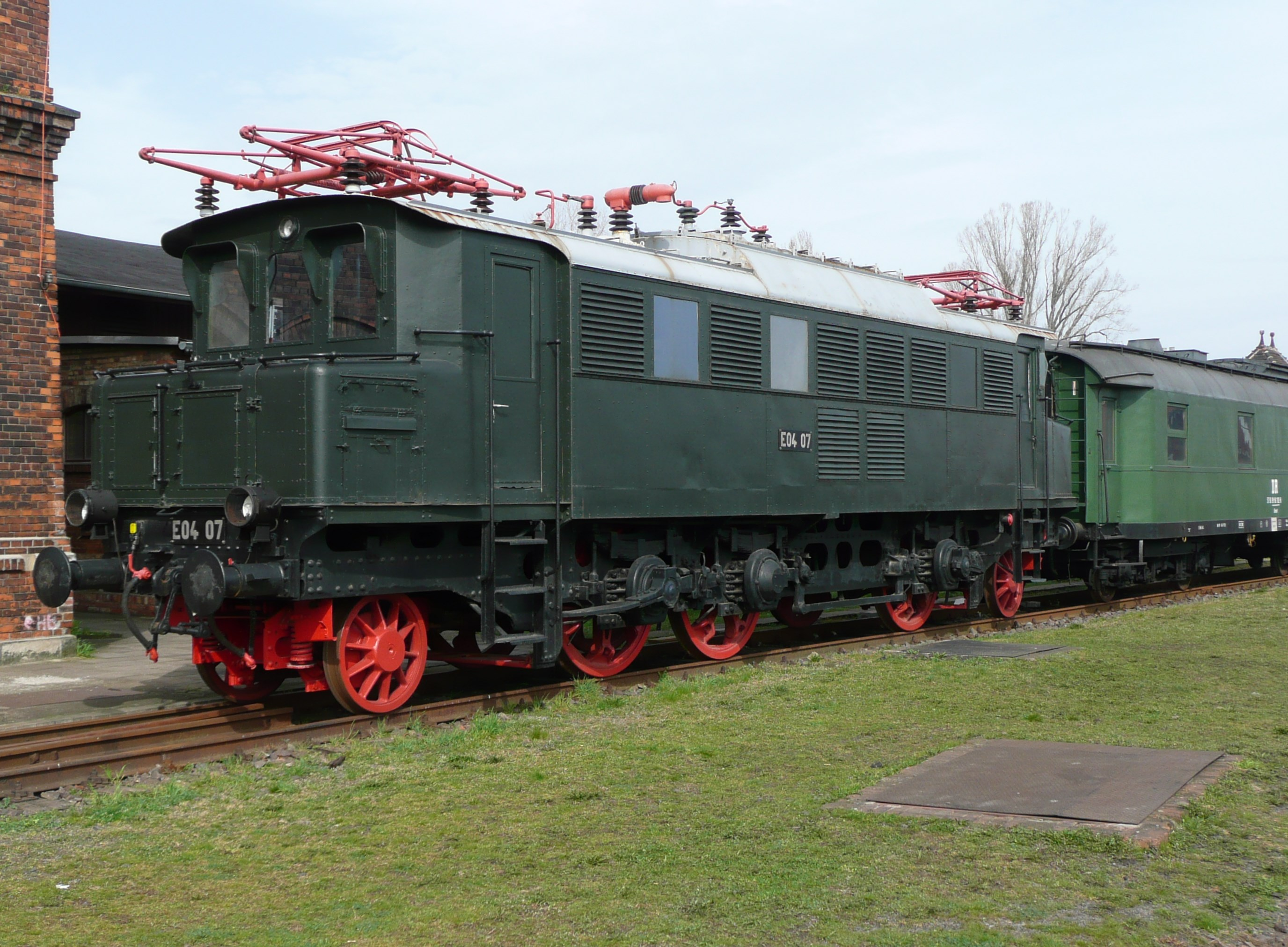
E 04 007 in Staßfurt
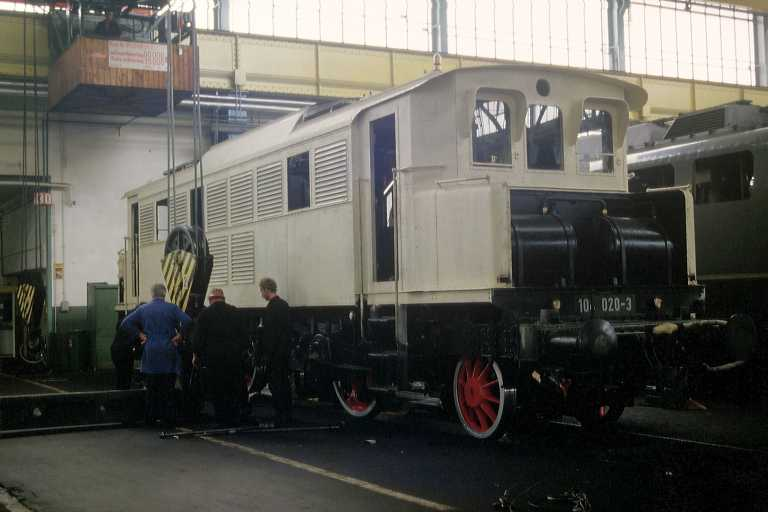
104 020 während der Restauration für das Jubiläum 150 Jahre Deutsche Eisenbahnen
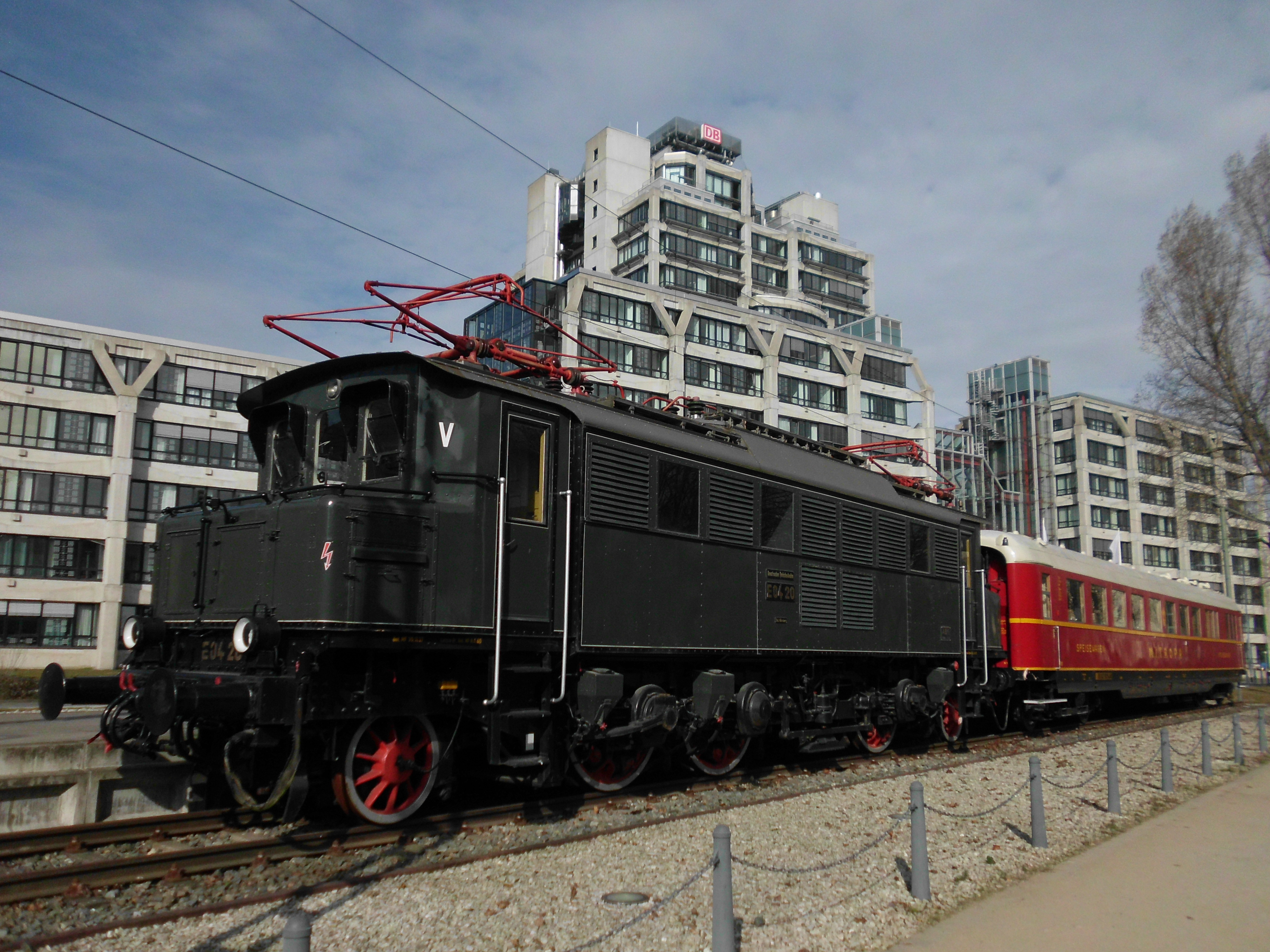
E 04 20 als Denkmal vor der früheren Frankfurter DB-Hauptverwaltung
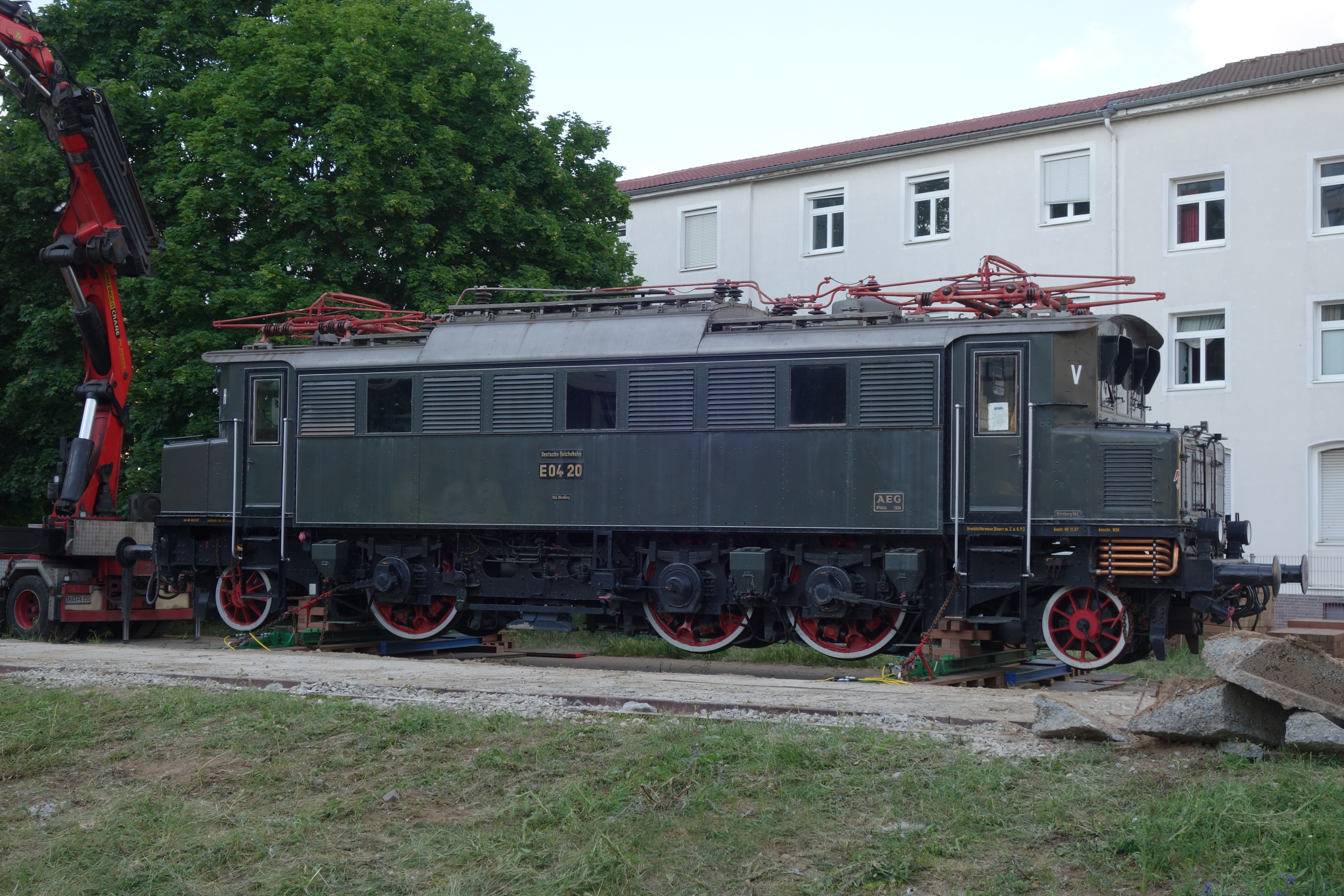
E 04 20 beim Abtransport am 25. Mai 2020, gut zu erkennen der Federtopfantrieb
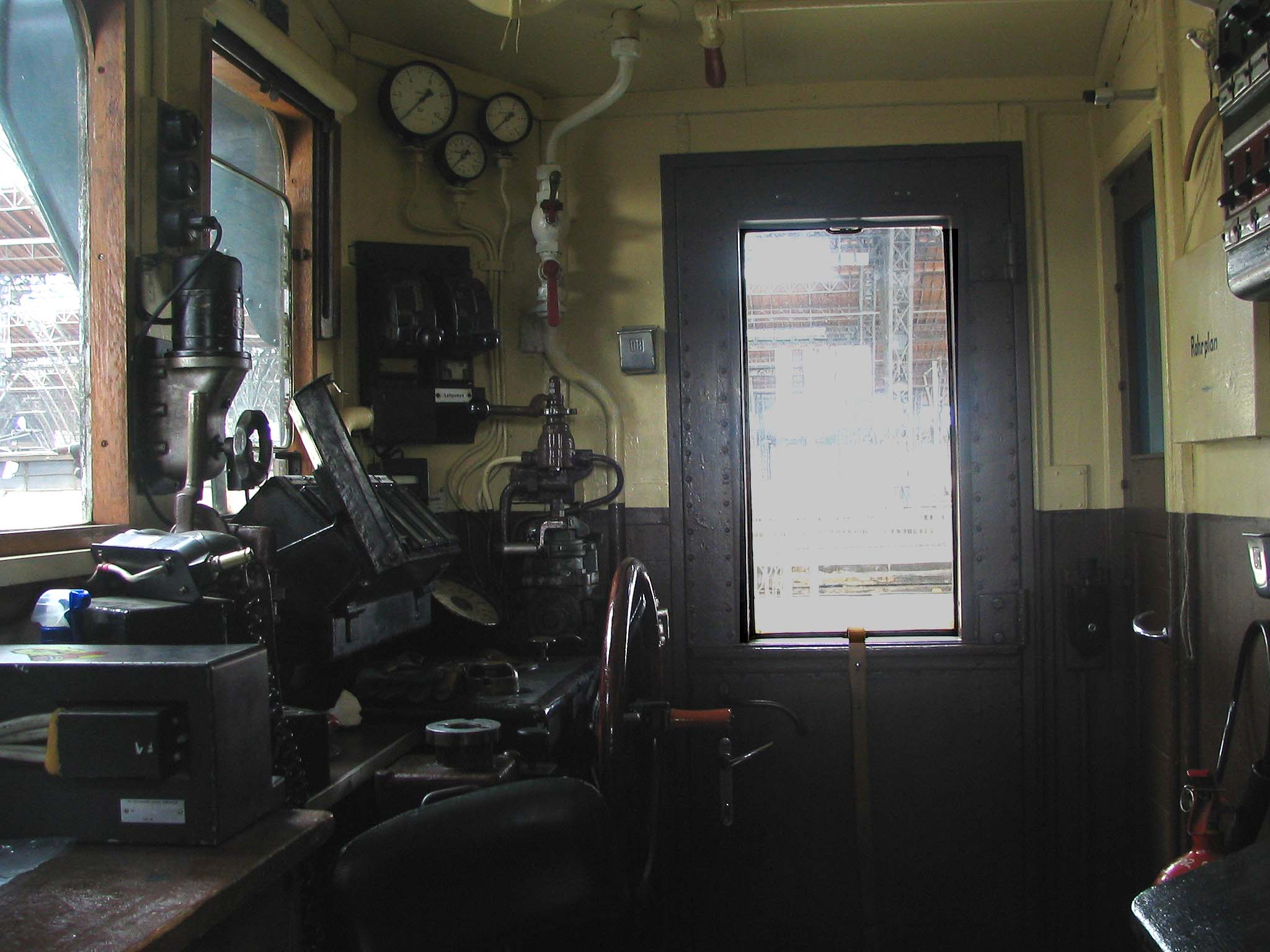
Führerstand der E 04 01